# Vladimir Pogudin
Vladimir Pogudin (ur. 13 czerwca 1984) – uzbecki zapaśnik walczący w stylu klasycznym. Brązowy medal na mistrzostwach Azji w 2012. Zajął 19 miejsce na mistrzostwach świata w 2010 roku.